# 61. Internationale Sechstagefahrt

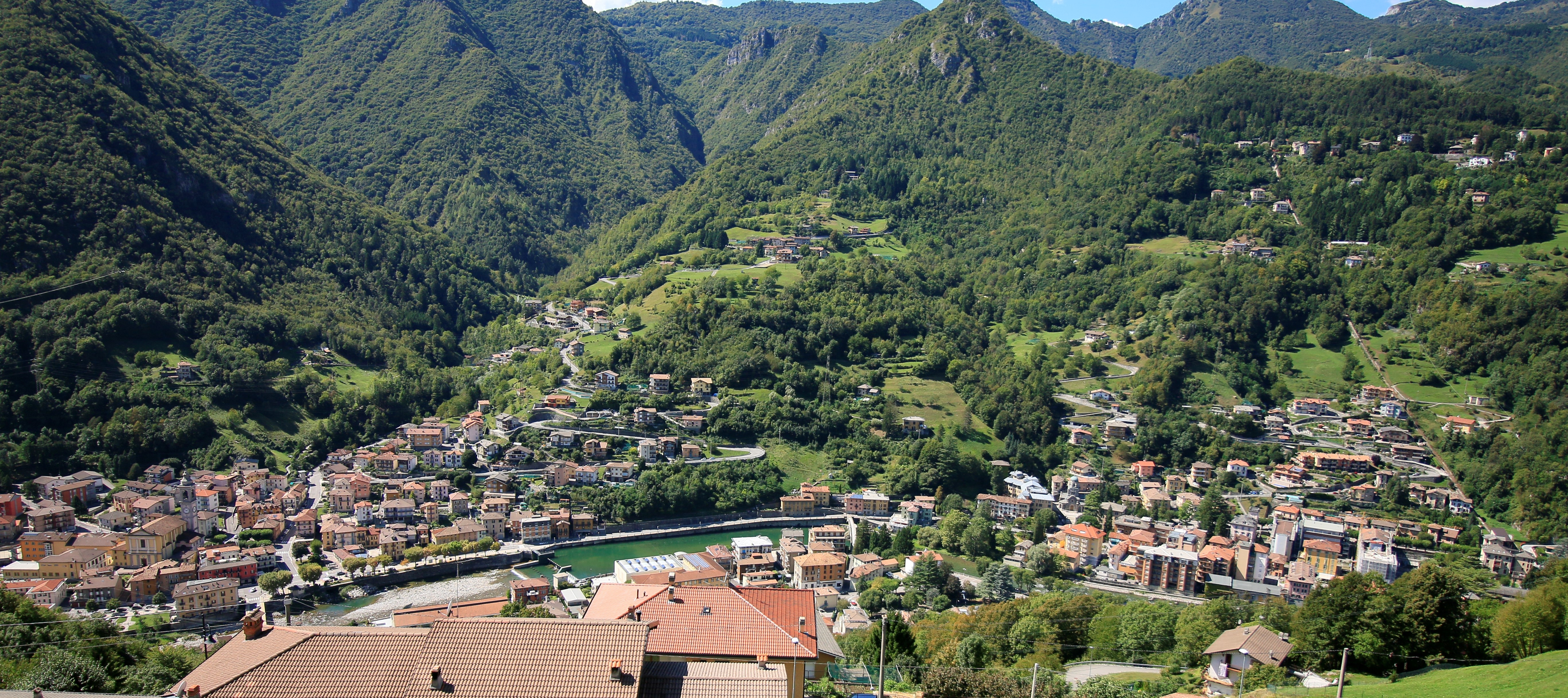
San Pellegrino Terme, Start- und Zielort der einzelnen Etappen

Die 61. Internationale Sechstagefahrt war die Mannschaftsweltmeisterschaft im Endurosport und fand vom 8. bis 13. September 1986 im italienischen San Pellegrino Terme sowie den Bergamasker Alpen statt. Die Nationalmannschaften des Gastgebers Italien gewannen zum vierten Mal die World Trophy und zum ersten Mal die Junior World Trophy.

## Wettkampf

### Organisation
Der Wettbewerb zum achten Mal in Italien und nach der 43. Internationalen Sechstagefahrt (1968) zum zweiten Mal in San Pellegrino Terme statt.
Für den Wettkampf waren 423 Fahrer von 24 Motorsportverbänden der FIM gemeldet. Um die World und Junior World Trophy fuhren Mannschaften aus 18 bzw. 13 Nationen. Zudem waren 20 Fabrik- und 57 Club-Mannschaften am Start.
DDR, BRD, Österreich und die Schweiz nahmen an World Trophy teil. DDR und BRD stellten zudem jeweils eine Mannschaft für die Junior World Trophy. Überdies nahmen sieben bundesdeutsche, drei österreichische und einer Schweizer Clubmannschaft teil.
In den sechs Fahrtagen waren insgesamt 1.211,5 Kilometer Strecke zu absolvieren. Die Sonderprüfungen an den ersten fünf Fahrtagen waren täglich eine Beschleunigungsprüfung über 200 Meter auf Asphalt, zwei Motocrossprüfungen sowie eine Geländeprüfung.

### 1. Tag
Die erste Tagesetappe waren zwei identische Runden über insgesamt 280 Kilometer. Das Wetter war niederschlagsfrei.
In der World Trophy führte Italien vor Tschechoslowakei und der Mannschaft Schwedens. Auf Platz 4 und 5 folgten die Teams der BRD bzw. der DDR.
In der Junior World Trophy führte Italien vor der DDR und der Mannschaft der Tschechoslowakei.

### 2. Tag
Die zweite Tagesetappe umfasste zwei identische Runden, die Gesamtlänge betrug 208 Kilometer. In der zweiten Tageshälfte setzte starker Gewitterregen ein. Mit dem Argument, dass dadurch eine Bergauffahrt unbefahrbar wurde, ließ der Fahrtleiter diesen Abschnitt in der zweiten Runde, etwa ab passieren der ersten Hälfte des Teilnehmerfeldes, nicht mehr befahren und die folgenden Fahrer wurden umgeleitet. In der abendlichen Jurysitzung wurde entschieden, die gesamte zweite Runde nicht zu werten.
In der World Trophy führte weiter Italien vor der Tschechoslowakei und der Mannschaft BRD. Das Team der DDR lag auf dem 6. Platz.
In der Junior World Trophy führte unverändert Italien vor der DDR und der Mannschaft der Tschechoslowakei.

### 3. Tag
Am dritten Tag waren wieder in zwei identischen Runden insgesamt 188 Kilometer zu fahren. Das Wetter war niederschlagsfrei. Da der Streckenuntergrund der vorgesehenen Motocrossprüfung vom Regen des Vortags noch zu stark aufgeweicht war, wurde von der Fahrtleitung entschieden, diese nicht befahren.

### 4. Tag
Am vierten Tag waren nach einer Anfahrtsstrecke von rund 38 Kilometern zwei identische Runden mit insgesamt rund 157 Kilometern zu absolvieren, danach ging es die gleichen 38 Kilometer zurück zum Ausgangspunkt. Da an einer Auffahrt zu viele Fahrer auf Vorausfahrende aufgelaufen waren, kam es zu dichtem Gedränge. Wieder wurde ein Teil des Fahrerfeldes umgeleitet und in der abendlichen Jurysitzung dieser Abschnitt aus der Wertung genommen.

### 5. Tag
Die Strecke des fünften Fahrtags war quasi identisch des Vortags, nur die zwei identischen Runden wurden in entgegengesetzter Richtung befahren.

### 6. Tag
Am letzten Fahrtag waren 64,5 Kilometer Strecke im Gelände zu fahren. Das Abschluss-Motocrossrennen als letzte Sonderprüfung fand in Foppolo statt. Das Wetter war niederschlagsfrei.

## Endergebnisse

### World Trophy
| Platz | Team                            | Punkte     |
| ----- | ------------------------------- | ---------- |
| 1.    | Italien                         | 553,05     |
| 2.    | Schweden                        | 1.065,60   |
| 3.    | Tschechoslowakei                | 1.130,48   |
| 4.    | BR Deutschland                  | 1.382,09   |
| 5.    | Deutsche Demokratische Republik | 1.481,31   |
| 6.    | Vereinigte Staaten              | 1.569,82   |
| 7.    | Frankreich                      | 2.363,22   |
| 8.    | Polen                           | 2.571,79   |
| 9.    | Spanien                         | 2.758,89   |
| 10.   | Vereinigtes Königreich          | 3.084,00   |
| 11.   | Niederlande                     | 6.953,91   |
| 12.   | Österreich                      | 10.278,04  |
| 13.   | Kanada                          | 11.451,90  |
| 14.   | Belgien                         | 12.545,83  |
| 15.   | Schweiz                         | 48.836,62  |
| 16.   | San Marino                      | 94.671,41  |
| 17.   | Australien                      | 98.390,43  |
| 18.   | Finnland                        | 213.777,40 |

### Junior World Trophy
| Platz | Team                            | Punkte    |
| ----- | ------------------------------- | --------- |
| 1.    | Italien                         | 237,74    |
| 2.    | Deutsche Demokratische Republik | 1.134,90  |
| 3.    | Tschechoslowakei                | 1.390,84  |
| 4.    | Vereinigtes Königreich          | 1.866,35  |
| 5.    | Frankreich                      | 2.008,03  |
| 6.    | BR Deutschland                  | 2.012,57  |
| 7.    | Finnland                        | 2.204,47  |
| 8.    | Spanien                         | 3.724,22  |
| 9.    | Schweiz                         | 3.847,66  |
| 10.   | Niederlande                     | 8.129,10  |
| 11.   | Australien                      | 8.266,31  |
| 12.   | Mexiko                          | 73.244,08 |
| 13.   | Vereinigte Staaten              | 76.808,78 |

### Club-Mannschaften
| Platz | Team          | Punkte   |
| ----- | ------------- | -------- |
| 1.    | Club B        | 242,24   |
| 2.    | Club A        | 482,71   |
| 3.    | Bergamo IPA I | 795,94   |
| 4.    | Costa Volpino | 939,71   |
| 5.    | RFME I        | 1.225,92 |

### Fabrik-Mannschaften
| Platz                      | Team           | Punkte |
| -------------------------- | -------------- | ------ |
| 1.                         | Farioli-KTM II | 134,79 |
| 2.                         | Farioli-KTM I  | 343,37 |
| 3.                         | Husqvarna I    | 391,64 |
| 4.                         | Jawa I         | 422,17 |
| 5.                         | Husqvarna II   | 673,96 |
| 6.                         | MZ I           | 674,97 |
| 7.                         | MZ II          | 687,77 |
| 000{\displaystyle \vdots } |                |        |
| 9.                         | Simson I       | 771,30 |

### Einzelwertung
| Klasse                  | Starter | Ausfall/Disqualifikation | Klassensieger (Motorrad)            | Punkte |
| ----------------------- | ------- | ------------------------ | ----------------------------------- | ------ |
| bis 80 cm³ (Zweitakt)   | 24      | 3                        | Stefano Passeri (KTM 80)            | 13,17  |
| bis 125 cm³ (Zweitakt)  | 69      | 10                       | Franco Gualdi (Cagiva 125)          | 19,32  |
| bis 250 cm³ (Zweitakt)  | 135     | 13                       | Giorgio Grasso (KTM 250)            | 27,95  |
| bis 500 cm³ (Zweitakt)  | 105     | 9                        | Svenerik Jönsson (Husqvarna 500)    | 25,70  |
| über 500 cm³ (Viertakt) | 46      | 10                       | Guglielmo Andreini (Husqvarna +500) | 26,01  |
| Gesamt                  | 379     | 45                       |                                     |        |

## Teilnehmer
| Staat                           | World-Trophy-Team | Junior-World-Trophy-Team | Club-Teams |
| ------------------------------- | --- | --- | --- |
| Australien                      | Jeff Dawson (Cagiva 125) Richard Nielsen (Yamaha 250) Michael Ford (Kawasaki 200) Reece Yarnold (Honda 250) Pelle Ganqvist (KTM 350) Lloyd Spencer (Honda 600 4T)                             | Malcolm Hall (Accossato 80) Andrew Suthcliffe (Husqvarna 125) Danny Perkin (KTM 350) Gavin McLeod (Honda 350)                  | ACCA Club Team 1 ACCA Club Team 2 |
| Belgien                         | Michel Vandommele (Honda 125) Thierry Godfroid (Kawasaki 125) Serge Butil (Puch 250) Joel Renard (Kram-It 250) Jean-Marc Blanchy (Kawasaki 500) Bernard Laduron (Husqvarna +500 4T)           | | |
| Chile                           | | | Team Club |
| BR Deutschland                  | Harald Strößenreuther (KTM 500) Reemy Janssen (KTM 250) Manfred Rossel (KTM 500) Bernd Theuring (KTM 250) Richard Spitznagel (KTM +500 4T) Joachim Sauer (KTM 125)                            | Stefan Bernard (KTM 250) Andreas Holz (Honda 500) Holger Herbertz (Maico 500) Hans-Friedrich Fischer (Honda 125)               | ADAC Freiburg ADAC Karlsruhe ADAC Kiel ADAC Köln ADAC München 1 ADAC München 2 ADAC Stuttgart |
| Deutsche Demokratische Republik | Jens Thalmann (Simson 80) Rolf Hübler (Simson 125) Harald Sturm (MZ 250) Uwe Weber (MZ250) Jens Scheffler (MZ 500) Reinhard Klädtke (MZ 500)                                                  | Andreas Cyffka (MZ 500) Mike Heydenreich (MZ 250) Jens Grüner (MZ 250) Udo Grellmann (MZ 500)                                  | |
| Finnland                        | Jukka Jokinen (KTM 125) Jari Harala (Husqvarna 250) Juha Laaksonen (Yamaha 250) Simo Penttilä (Husqvarna 250) Jukka Jarvinen (Husqvarna 400) Antti Juho Kemppainen (Husqvarna 510 4T)         | Juha Pekka Leino (Yamaha 125) Jarmo Honkanen (Yamaha 125) Pekka Viljakainen (Husqvarna 250) Jouni Sauren (Husqvarna 250)       | |
| Frankreich                      | Daniel Chabanette (KTM 125) Gilles Lalay (Honda 249) Thierry Charbonnier (Yamaha 250) Stéphane Peterhansel (Husqvarna 500) Marc Morales (KTM 350 4T) Jean-Paul Charles (Husqvarna +500 4T)    | Pascal Poyard (Aprilia 125) Alain Olivier (Husqvarna 250) Jean-Pierre Raymond (Husqvarna 250) Laurent Pidoux (Husqvarna 500)   | Moto Club Brioude Moto Club Languedoc Moto Club Lozerien |
| Irland                          | | | ARDS Club Team Temple Club Team |
| Italien                         | Angelo Signorelli (KTM 125) Renato Pegurri (KTM 125) Tullio Pellegrinelli (Kram-It 250) Gianangelo Croci (KTM 500) Guglielmo Andreini (Husqvarna 500 4T) Edi Orioli (Honda 500 4T)            | Stefano Passeri (KTM 80) Enrico Zuffa (KTM 125) Paolo Fellegara (KTM 250) Giorgio Grasso (KTM 250)                             | Club Team A Club Team B Club Team C M.C. BG IPA 1 M.C. BG IPA 2 M.C. Costa Volpino M.C. Collina M. M.C. Contessa GE M.C. Gilera C. Arcore M.C. Grifone M.C. Initimano N. Noseda M.C. La Marca Trevigiana M.C. Morena M.C. Pino Medeot M.C. R. Alberti M.C. Sanremo M.C. Sebino Autocamuna M.C. Sicilia M.C. Trail D. Bertolottica |
| Kanada                          | Lawrence Hacking (Yamaha 125) Walter Short (Can-Am 250) Paul Andratio (Husqvarna 400) Blair Sharpless (Can-Am 280) Guy Perret (Honda 500) Jerry Nilsson (Husqvarna 510 4T)                    | | Oshawa Competition Club |
| Mexiko                          | | Michael Goeters (Husqvarna 250) Fernando Galvan (Husqvarna 400) Gilberto Trejo (Husqvarna 400) Gerardo Peniche (Husqvarna 400) | |
| Niederlande                     | Carol Mulder (Husqvarna 125) Henk Seppenwoolde (Puch-Frigerio 250) Gerard Jimmink (Husqvarna 500) Geert Jan Hazebroek (Honda 500) Simon Schram (Honda 500 4T) Arjan Brouwer (KTM 500 4T)      | Wilhelm Palthe (KTM 250) Bob Wester (Husqvarna 250) Jan de Vos (Husqvarna 250) André Pullen (KTM 500)                          | MC de Scheve Schoevers |
| Österreich                      | Hubert Trattner (KTM 125) Wolfgang Zeitler (KTM 250) Hans Danzinger (KTM 250) Friedrich Pelz (KTM 500) Peter Neurauter (KTM 500) Reinhard Lehnert (KTM 600 4T)                                | | ARBO Mattighofen ÖAMTC 1 ÖAMTC 2 |
| Polen                           | Zbigniew Przybyla (Simson 80) Piotr Kasparek (Simson 125) Ryzard Gazcewski (Simson 125) Ryzard Augustyn (Jawa 250) Stanislaw Olszewski (Jawa 250) Zbigniew Banasik (Jawa 360)                 | | |
| San Marino                      | Giuseppe Zorzi (Valenti 80) Fabio Stolfi (TM 80) Luigi Gallina (KTM 125) Stefano Bernardi (KTM 250) Corrado Biordi (Yamaha 500) Emilio Cappa (KTM 500)                                        | | |
| Schweden                        | Mikael Nilsson (Husqvarna 125) Dick Wicksell (Husqvarna 250) Kent Karlsson (Husqvarna 250) Per Grönberg (Husqvarna 250) Svenerik Jönsson (Husqvarna 500) Thomas Gustavsson (Husqvarna 500 4T) | Tomas Coster (Husqvarna 250) Hakan Hagman (KTM 250) Joakim Johansson (Husqvarna 250) Mikael Björklund (Husqvarna 500)          | FMCK Skövde SMI MK Sweden Team Sweden |
| Schweiz                         | Christoph Attiger (KTM 125) Fritz Hausmann (KTM 250) Bertrand Favre (KTM 250) Walter Kalberer (KTM 400) Celso Gorraro (KTM 350) Urs Huber (KTM 600)                                           | | Club Team |
| Spanien                         | Josep Vila Roca (Accossato 80) Carlos Mas (Yamaha 250) Guillermo Moreno (Maico 500) Jordi Riera (KTM 500) Fernando Gil (Husqvarna 500) Valentin Fargas (Husqvarna +500 4T)                    | Francisco Rubio (Rieju 80) Jordi Girona (Alfer 250) Oscar Gallardo (KTM 250) David Colom (KTM 500)                             | MC Catalunya RFME 1 RFME 2 |
| Tschechoslowakei                | Vaclav Kroupa (Jawa 125) Libor Podmol (Jawa 250) Jiři Císař (Jawa 250) Zdeněk Bělský (Jawa 500) Emil Čunderlík (Jawa 500) Jozef Chovančík (Jawa 560 4T)                                       | Jan Hrehor (Jawa 250) Vladimir Bus (Jawa 250) Radek Stodůlka (Jawa 500) Vaclav Formanek (Jawa 500)                             | Dukla Praha Svazarm Praha |
| Vereinigte Staaten              | Charles Halcomb (Cagiva 125) Chuck Miller (Honda 250) Geoff Ballard (Can-Am 500) Dave Bertram (Husqvarna 500) Fritz Kadlec (Husqvarna 500) Larry Roeseler (Husqvarna +500 4T)                 | Randy Hawkins (Husqvarna 250) Kurt Hough (Honda 250) Fred Hoess (Husqvarna 250) Jeff Russell (Husqvarna 500)                   | Bent Wheels M.C. Columbia Enduro Riders East Cost Anduro Association Merced Dirt Riders Owensboro M.C. |
| Vereinigtes Königreich          | Nigel Finmigan (Honda 125) Alan Bates (Suzuki 250) Paul Fairbrother (KTM 250) Dougie Kerr (Husqvarna 500) Geraint Jones (Husqvarna 500) Les Howes (KTM +500 4T)                               | Paul Edmondson (Honda 80) Ady Smith (Honda 250) Aled Williams (Husqvarna 250) Wyn Hughes (Husqvarna 500)                       | ACU Club Team MC Army MCA MC Camel Vale MC Wales Team A MC Wales Team B MC Welsh Trail Riders |

## Trivia
Alle vier Mannschaftswettbewerbe (World Trophy, Junior World Trophy, Club- und Fabrikmannschaft) wurden von Mannschaften aus dem Gastgeberland Italien gewonnen.